# Avast Secure Browser
Avast Secure Browser (ранее Avast! SafeZone) — веб-браузер, созданный Avast на основе Chromium. Фокусируется на безопасности просмотра сайтов и защите конфиденциальных данных пользователя.

## История
Изначально Avast Secure Browser был поставлен в комплекте с платными версиями Avast Antivirus и назывался Avast SafeZone. В марте 2016 года Avast также начал поставлять его с бесплатной версией. В начале 2018 года он был переименован в Avast Secure Browser.

## Расширения
Имеет в себе следующие расширения:
- AdBlock
- Режим банковских операций
- Пароли
- Сохранение видео
- Защита от фишинга
- Анти-отслеживание.

## Уязвимости
18 декабря 2016 года Тэвис Орманди сообщил о наличии в браузере уязвимости: любой сайт может делать запросы через http://localhost:27275, так-как браузер прослушивает порт 27275 через службу RPC. Им же была подготовлена демо-версия программы, которая обращается к C:\ и печатает содержимое. Это говорит о том, что злоумышленник мог не только читать диск, но и получать доступ к личным данным пользователя. Также исследователь привел пример опасного кода:

<form method="post" enctype="text/plain" action="http://localhost:27275/command">
<input name="{BinaryProtobuf}" value="">
<input type="submit">
</form>
Уязвимость вскоре была исправлена.